# بونيفاس الثامن

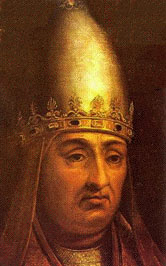
بونيفاس الثامن

البابا بونيفاس الثامن (باللاتينية: Bonifacius VIII) ـ (حوالي 1235 ـ 11 أكتوبر 1303) هو بابا الكنيسة الكاثوليكية بين عامي 1294 و1303.
ولد بونيفاس الثامن حوالي سنة 1235 في أنانيي (على بعد حوالي 50 كيلومترًا جنوب شرق روما)، وحمل عند ولادته اسم بنيديتو غيتاني (بالإيطالية: Benedetto Gaetani). أشهر ما بقي عنه هو عداوته مع الشاعر الإيطالي دانتي، التي دفعت الأخير إلى وضع بونيفاس الثامن في الحلقة الثامنة من الجحيم في ملحمته «الكوميديا الإلهية» مع السيمونيين، أي أولئك الذين نالوا درجة كهنوتية دون استحقاق عن طريق الرشوة.
أسس بونيفاس الثامن جامعة روما سابينزا في 20 أبريل 1303.